# Prlov
Prlov település Csehországban, Vsetíni járásban. Prlov Lužná, Jasenná, Seninka, Pozděchov és Valašská Polanka településekkel határos. Lakosainak száma 496 fő (2024. január 1.).

## Népesség
A település lakosságának változását az alábbi diagram mutatja:
| Lakosok száma | 435  | 519  | 598  | 501  | 582  | 549  | 537  | 531  | 497  | 496  |
|               | 1869 | 1890 | 1921 | 1950 | 1980 | 2001 | 2017 | 2019 | 2022 | 2024 |